# Xã Ada, Michigan
Xã Ada (tiếng Anh: Ada Township) là một xã thuộc quận Kent, tiểu bang Michigan, Hoa Kỳ. Năm 2010, dân số của xã này là 13.142 người.